# Bathyraja brachyurops
Bathyraja brachyurops és una espècie de peix de la família dels raids i de l'ordre dels raïformes.

## Morfologia
- Els mascles poden assolir 64,2 cm de longitud total.[1][2]

## Reproducció
És ovípar i les femelles ponen càpsules d'ous, les quals presenten com unes banyes a la closca.

## Depredadors
A les Illes Malvines és depredat per Cottoperca gobio.

## Hàbitat
És un peix marí, de clima temperat i demersal que viu entre 81–313 m de fondària.

## Distribució geogràfica
Es troba al Pacífic sud-oriental i l'Atlàntic sud-occidental: des de l'Estret de Magallanes (Xile) fins a l'Argentina i les Illes Malvines.

## Observacions
És inofensiu per als humans.